# Carl Pedersen
Carl Julius Pedersen (Rø Bornholmon, 1883. július 25. – Frederiksberg, 1971. augusztus 18.) olimpiai bronzérmes dán tornász.
Az 1912. évi nyári olimpiai játékokon is indult tornában és egyéni összetettben 34. lett.
Szintén ezen az olimpián csapat összetettben szabadon választott szerekkel bronzérmes lett.
Klubcsapata a KSG volt.